# Prêmio Açorianos de 1981
A quinta edição do Prêmio Açorianos ocorreu em 1981 em Porto Alegre e premiou unicamente destaques do setor de arte dramática.

## Premiação
Melhor diretor: Luiz Arthur Nunes (Love, love, love)
Melhor ator: Ludoval Campos
Melhor atriz: Pilly Calvin
Melhor ator coadjuvante: Antônio Carlos Brunet
Melhor atriz coadjuvante: Lena (pelo conjunto de trabalhos)
Melhor espetáculo: Love, love, love, L.A e Estrelas somos nós
Melhor figurino: não foi concedido
Melhor cenário: Nelson Magalhães (O café)
Melhor iluminação: não foi concedido